# August Walla
August Walla (22. června 1936 – 7. července 2001) byl rakouský umělec stylu pojmenovaného Art brut.

## Život
Vyrůstal jako jedináček s matkou a babičkou. Matka ho oblékala a vychovávala jako dívku, aby se z něj nestal voják. V jeho dílech jsou ženské postavy často označeny hákovým křížem, zatímco mužské postavy srpem a kladivem.
V životě ho provázely různé psychické nemoce, proto strávil část života v psychiatrických léčebnách.
Pracoval jako kreslíř, malíř a fotograf. Ve své tvorbě zachycoval své okolí malováním vymyšlených i existujících symbolů a božských bytostí na předměty. Figury a symboly se objevují ve všech jeho dílech. Vytvořil ucelený umělecký kosmos. Od roku 1983 žil v domě umělců na předměstí Maria Gugging, kde se stal jedním z nejvšestrannějších umělců stylu art brut.
Zemřel 7. července roku 2001 na předměstí Maria Gugging ve městě Klosterneuburg.